# Tony Macken
Tony Macken (Dublino, 30 luglio 1950) è un allenatore di calcio ed ex calciatore irlandese, di ruolo difensore.

## Carriera

### Calciatore

#### Club
Esordì in Irish League con il Glentoran per poi trascorrere gran parte della sua carriera nella massima divisione irlandese, con cui totalizzò 209 presenze con Waterford e Drogheda Utd. Nel proprio palmarès conta due edizioni consecutive del campionato nordirlandese e una della A Division irlandese.
Ha anche disputato 23 incontri in tre stagioni di First Division inglese con la maglia del Derby County; era stato acquistato da Dave Mackay verso la fine della stagione 1974-1975 per 30 000 sterline, venendo tuttavia girato in prestito al Portsmouth e ad alcune squadre della NASL, totalizzandovi 46 presenze e 7 reti.
Nel corso della sua carriera ha anche totalizzato 14 presenze nelle competizioni UEFA per club, fra cui 3 incontri di Coppa dei Campioni e 4 di Coppa UEFA durante il periodo in cui militò da professionista nel Derby County.

#### Nazionale
Ha all'attivo una presenza con la Nazionale maggiore, disputando da titolare un incontro amichevole contro la Spagna l'8 febbraio 1977.

### Allenatore
Durante la sua militanza al Drogheda Utd ha ricoperto anche il ruolo di allenatore, conducendo la squadra verso la qualificazione alla Coppa UEFA con un secondo posto nel campionato 1982-1983 e vincendo la coppa di Lega durante la stagione successiva. È stato successivamente vice-allenatore di Ray Treacy allo Shamrock Rovers nel corso della stagione 1993-1994, conclusasi con la vittoria del titolo nazionale da parte degli Hoops.

## Statistiche

### Presenze e reti nei club
| Stagione                    | Squadra                     | Campionato                  | Campionato | Campionato | Coppe nazionali  | Coppe nazionali | Coppe nazionali | Coppe continentali | Coppe continentali | Coppe continentali | Altre competizioni | Altre competizioni | Altre competizioni | Totale | Totale |
| Stagione                    | Squadra                     | Comp                        | Pres       | Reti       | Comp             | Pres            | Reti            | Comp               | Pres               | Reti               | Comp               | Pres               | Reti               | Pres   | Reti   |
| --------------------------- | --------------------------- | --------------------------- | ---------- | ---------- | ---------------- | --------------- | --------------- | ------------------ | ------------------ | ------------------ | ------------------ | ------------------ | ------------------ | ------ | ------ |
| 1969-1970                   | Glentoran                   | IL                          | ?          | ?          | IC               | ?               | ?               | CdF                | 2                  | 0                  | -                  | -                  | -                  | 2+     | 0+     |
| 1970-1971                   | Glentoran                   | IL                          | ?          | ?          | IC               | ?               | ?               | CdF                | 1                  | 0                  | -                  | -                  | -                  | 1+     | 0+     |
| 1971-1972                   | Glentoran                   | IL                          | ?          | ?          | IC               | ?               | ?               | CU                 | 2                  | 0                  | -                  | -                  | -                  | 2+     | 0+     |
| Totale Glentoran            | Totale Glentoran            | Totale Glentoran            | ?          | 9          |                  | ?               | ?               |                    | 5                  | 0                  |                    | -                  | -                  | 5      | 9+     |
| 1972-1973                   | Waterford                   | AD                          | ?          | 3          | FAICup+LOIShield | ?+?             | ?+?             | CC                 | 0                  | 0                  | -                  | -                  | -                  | 2+     | 0+     |
| 1973-1974                   | Waterford                   | AD                          | ?          | 7          | FAICup+LOICup    | ?+?             | ?+?             | CC                 | 2                  | 0                  | -                  | -                  | -                  | 2+     | 7+     |
| 1974-1975                   | Derby County                | FD                          | 0          | 0          | FACup+CdL        | 0+0             | 0+0             | CU                 | 0                  | 0                  | -                  | -                  | -                  | 0      | 0      |
| 1975-gen. 1976              | Derby County                | FD                          | 2          | 0          | FACup+CdL        | ?+?             | ?+?             | CC                 | 0                  | 0                  | CS                 | 0                  | 0                  | 2+     | 0+     |
| gen.-giu. 1976              | Portsmouth                  | SD                          | 10         | 1          | FACup+CdL        | ?+?             | ?+?             | -                  | -                  | -                  | -                  | -                  | -                  | 10+    | 1+     |
| giu.-set. 1976              | Washington Diplomats        | NASL                        | 21         | 5          | -                | -               | -               | -                  | -                  | -                  | -                  | -                  | -                  | 21     | 5      |
| set. 1976-apr. 1977         | Derby County                | FD                          | 20         | 1          | FACup+CdL        | ?+?             | ?+?             | CU                 | 2                  | 0                  | -                  | -                  | -                  | 22+    | 1+     |
| apr.-giu. 1977              | Washington Diplomats        | NASL                        | 15         | 1          | -                | -               | -               | -                  | -                  | -                  | -                  | -                  | -                  | 15     | 1      |
| Totale Washington Diplomats | Totale Washington Diplomats | Totale Washington Diplomats | 36         | 6          |                  | -               | -               |                    | -                  | -                  |                    | -                  | -                  | 36     | 6      |
| giu.-set. 1977              | Dallas Tornado              | NASL                        | 10         | 1          | -                | -               | -               | -                  | -                  | -                  | -                  | -                  | -                  | 10     | 1      |
| set.-ott. 1977              | Derby County                | FD                          | 1          | 0          | FACup+CdL        | 0+0             | 0+0             | -                  | -                  | -                  | -                  | -                  | -                  | 1      | 0      |
| Totale Derby County         | Totale Derby County         | Totale Derby County         | 23         | 1          |                  | ?+?             | ?+?             |                    | 4                  | 0                  |                    | 0                  | 0                  | 27+    | 1+     |
| ott. 1977-1978              | Walsall                     | TD                          | ?          | ?          | FACup+CdL        | ?+?             | ?+?             | -                  | -                  | -                  | -                  | -                  | -                  | ?      | ?      |
| 1978-1979                   | Walsall                     | TD                          | ?          | ?          | FACup+CdL        | ?+?             | ?+?             | -                  | -                  | -                  | -                  | -                  | -                  | ?      | ?      |
| 1979-1980                   | Walsall                     | 4D                          | ?          | ?          | FACup+CdL        | ?+?             | ?+?             | -                  | -                  | -                  | -                  | -                  | -                  | ?      | ?      |
| 1980-1981                   | Walsall                     | TD                          | ?          | ?          | FACup+CdL        | ?+?             | ?+?             | -                  | -                  | -                  | -                  | -                  | -                  | ?      | ?      |
| 1981-1982                   | Walsall                     | TD                          | ?          | ?          | FACup+CdL        | ?+?             | ?+?             | -                  | -                  | -                  | -                  | -                  | -                  | ?      | ?      |
| Totale Walsall              | Totale Walsall              | Totale Walsall              | 190        | 1          |                  | ?               | ?               |                    | ?                  | ?                  |                    | -                  | -                  | 190+   | 1+     |
| 1982-1983                   | Drogheda Utd                | AD                          | ?          | 0          | FAICup+LOICup    | ?+?             | ?+?             | -                  | -                  | -                  | -                  | -                  | -                  | ?      | ?      |
| 1983-1984                   | Drogheda Utd                | AD                          | ?          | 0          | FAICup+LOICup    | ?+?             | ?+?             | CU                 | 2                  | 0                  | -                  | -                  | -                  | ?      | ?      |
| 1984-1985                   | Drogheda Utd                | AD                          | ?          | 0          | FAICup+LOICup    | ?+?             | ?+?             | -                  | -                  | -                  | -                  | -                  | -                  | ?      | ?      |
| Totale Drogheda Utd         | Totale Drogheda Utd         | Totale Drogheda Utd         | 73         | 0          |                  | ?+?             | ?+?             |                    | 2                  | 0                  |                    | -                  | -                  | 75+    | 0+     |
| 1985-1986                   | Waterford United            | PD                          | ?          | 1          | FAICup+LOICup    | ?+?             | ?+?             | -                  | -                  | -                  | -                  | -                  | -                  | ?      | ?      |
| 1986-1987                   | Waterford United            | PD                          | ?          | 2          | FAICup+LOICup    | ?+?             | ?+?             | CCo                | 1                  | 0                  | -                  | -                  | -                  | 1+     | 2+     |
| Totale Waterford Utd        | Totale Waterford Utd        | Totale Waterford Utd        | 86         | 13         |                  | ?+?             | ?+?             |                    | 4                  | 0                  |                    | -                  | -                  | 90+    | 13+    |
| 1987-1988                   | Home Farm                   | FD                          | ?          | ?          | FAICup+LOICup    | ?+?             | ?+?             | -                  | -                  | -                  | -                  | -                  | -                  | ?      | ?      |
| Totale carriera             | Totale carriera             | Totale carriera             | 428+       | 32+        |                  | ?+?             | ?+?             |                    | 14                 | 0                  |                    | 0                  | 0                  | 442+   | 32+    |

### Cronologia presenze e reti in nazionale
| Cronologia completa delle presenze e delle reti in nazionale ― Irlanda | Cronologia completa delle presenze e delle reti in nazionale ― Irlanda | Cronologia completa delle presenze e delle reti in nazionale ― Irlanda | Cronologia completa delle presenze e delle reti in nazionale ― Irlanda | Cronologia completa delle presenze e delle reti in nazionale ― Irlanda | Cronologia completa delle presenze e delle reti in nazionale ― Irlanda | Cronologia completa delle presenze e delle reti in nazionale ― Irlanda | Cronologia completa delle presenze e delle reti in nazionale ― Irlanda |
| Data                                                                   | Città                                                                  | In casa                                                                | Risultato                                                              | Ospiti                                                                 | Competizione                                                           | Reti                                                                   | Note                                                                   |
| ---------------------------------------------------------------------- | ---------------------------------------------------------------------- | ---------------------------------------------------------------------- | ---------------------------------------------------------------------- | ---------------------------------------------------------------------- | ---------------------------------------------------------------------- | ---------------------------------------------------------------------- | ---------------------------------------------------------------------- |
| 8-2-1977                                                               | Dublino                                                                | Irlanda                                                                | 0 – 1                                                                  | Spagna                                                                 | Amichevole                                                             | -                                                                      |                                                                        |
| Totale                                                                 |                                                                        | Presenze                                                               | 1                                                                      |                                                                        | Reti                                                                   | 0                                                                      |                                                                        |

## Palmarès
- Campionato nordirlandese: 1

Glentoran: 1969-1970, 1970-1971
- Campionato irlandese: 1

Waterford: 1972-1973
- Coppa di Lega irlandese: 1

Drogheda Utd: 1983-1984